# MSISDN
MSISDNは、GSMあるいはUMTSといった携帯電話網への加入を一意に識別する番号である。簡単に言えば、携帯電話のSIMカードに対応した電話番号である。
何の略かについてはいくつかの解釈があるが、一般に "Mobile Subscriber Integrated Services Digital Network Number" の略とされることが多い（詳しくは後述）。
MSISDNとIMSIの2つが携帯加入者を識別する重要な番号である。MSISDNは携帯電話に挿入されているSIMカードを識別し、IMSIはその加入者への呼のルーティングに使われる。IMSIは Home Location Register （HLR、加入者データベース）のキーとしてよく使われ、MSISDNは携帯電話に電話をかけるときに普通にダイヤルする番号である。SIMカードとIMSIは1対1に対応しているが、MSISDNは必要に応じて変更できる（番号ポータビリティなど）。つまり、1つのSIMカードに異なる複数のMSISDNが対応しうる。
MSISDNはITU-T勧告 E.164 で定義された番号計画に従う。

## 何の略か
出典とする資料や標準化団体によって、MSISDNが何の略か、いくつか異なる例が存在する。以下に最もよく見られる例を示す。
| 組織名        | 意味                                        | 出典 |
| ------------- | ------------------------------------------- | --- |
| 3GPP ITU OMA  | Mobile Subscriber ISDN Number               | Vocabulary for 3GPP Specifications (new) ITU-T Rec. Q.1741-4 (10/2005) Dictionary for OMA Specifications |
| 3GPP ITU GSMA | Mobile Station International ISDN Number(s) | GSM 03.03 (old) ITU-T Rec. Q.1741-4 (10/2005) Mobile Terms & Acronyms                                    |
| ITU           | Mobile International ISDN Number            | Vocabulary of Switching and Signalling Terms                                                             |

これらはいずれもISDNを Integrated Services Digital Network の略としている。しかしMSISDNは電話番号であり、ISDNとは直接の関係はない。次のように定義される。
Mobile Station International Subscriber Directory Number (MSISDN)
携帯電話番号を国際的に識別するための番号。MSISDNは E.164 電話番号計画で定義されている。この番号には国番号 (Country Code)、国内あて先番号 (National Destination Code) が含まれ、それによって加入者のオペレータを識別する。
E. 164
国際公衆通信番号計画。E.164の番号は公衆網の端点を一意に識別するもので、一般に3つのフィールドで構成され、全体で15桁である。3つのフィールドはCC（Country Code、国番号）、NDC（National Destination Code、国内宛先番号）、SN（Subscriber Number、加入者番号）である。

## MSISDNフォーマット
MSISDNは15桁までに制限されている（プレフィックスは含まない。例えば、スウェーデンでは海外の携帯電話にかける場合に00をプレフィックスとして最初にダイヤルする）。
GSMおよびその一種である DCS 1800 では、MSISDNは次のように構成される
MSISDN = CC + NDC + SN
CC = Country Code（国番号）
NDC = National Destination Code（国内宛先番号）
SN = Subscriber Number（加入者番号）
GSMの一種 PCS 1900 では、MSISDNは次のように構成される
MSISDN = CC + NPA + SN
CC = Country Code（国番号）
NPA = Number Planning Area（番号計画地域）
SN = Subscriber Number（加入者番号）

### 例
MSISDN: 79261234567
| CC  | 7       | ロシア        |
| NDC | 926     | MegaFon       |
| SN  | 1234567 | Vasily Pupkin |